# La Victoire de la foi
Pour plus de détails, voir Fiche technique et Distribution.
La Victoire de la foi (allemand : Der Sieg des Glaubens) (1933) est le premier film de propagande réalisé par Leni Riefenstahl. Ce film raconte le Cinquième Congrès du Parti nazi, qui a eu lieu à Nuremberg du 30 août au 3 septembre 1933. Il présente un grand intérêt historique du fait qu’il montre l’amitié intime entre Adolf Hitler et Ernst Röhm, avant que ce dernier fût exécuté sur l’ordre d’Hitler pendant la nuit des longs couteaux le 1er juillet 1934. Toutes les copies connues du film furent détruites sur l’ordre d’Hitler, et on le considérait comme perdu jusqu’à ce qu’une copie fût retrouvée au Royaume-Uni dans les années 1990.
Par sa forme ce film ressemble beaucoup à celui qu’elle a réalisé plus tard, et qui est beaucoup plus riche en détails, sur le congrès de 1934, Le Triomphe de la volonté. La Victoire de la foi est de la propagande pure et simple en faveur du Parti nazi, qui a financé le film et en a assuré la promotion ; il célèbre l’accession victorieuse des nazis au pouvoir quand Hitler est devenu chancelier en février 1933. 

## Lieu de tournage
Le film relate le cinquième congrès du Parti nazi, qui eut lieu à Nuremberg du 30 août au 3 septembre 1933.

## Fiche technique
- Titre original : Der Sieg des Glaubens
- Réalisation : Leni Riefenstahl
- Photographie : Sepp Allgeier, Franz Weihmayr, Walter Frentz
- Musique : Herbert Windt, Richard Wagner
- Production : Direction de la Propagande pour le Reich
- Pays d'origine : Allemagne
- Genre : documentaire
- Durée : 60 minutes
- Dates de sortie : 
  -  Reich allemand : 1er décembre 1933

## Autres versions
Le film a été longtemps considéré comme perdu, jusqu'à ce qu'une copie soit découverte en 1986.

## Personnalités figurant dans le film
- Joseph Goebbels
- Hermann Göring
- Rudolf Hess
- Heinrich Himmler
- Adolf Hitler
- Robert Ley
- Willy Liebel (de)
- Auguste-Guillaume de Prusse
- Ernst Röhm
- Albert Speer
- Margarete Speer
- Julius Streicher
- Franz von Epp
- Franz von Papen
- Baldur von Schirach

### Article annexe
- Liste des longs métrages allemands créés sous le nazisme